# Dom Rybaka we Władysławowie
Dom Rybaka we Władysławowie – budynek publiczny przy ul. Generała Hallera 19 we Władysławowie, wybudowany w latach 50. XX wieku, wzniesiony pierwotnie z przeznaczeniem na cele hotelowe. Obecnie jest to siedziba Urzędu Miasta Władysławowo oraz innych instytucji, w tym prywatnego Muzeum Motyli. Stanowi dominantę architektoniczną miasta. Częścią gmachu jest wieża widokowa, umożliwiająca obserwowanie fragmentu Pobrzeża Gdańskiego.

## Historia

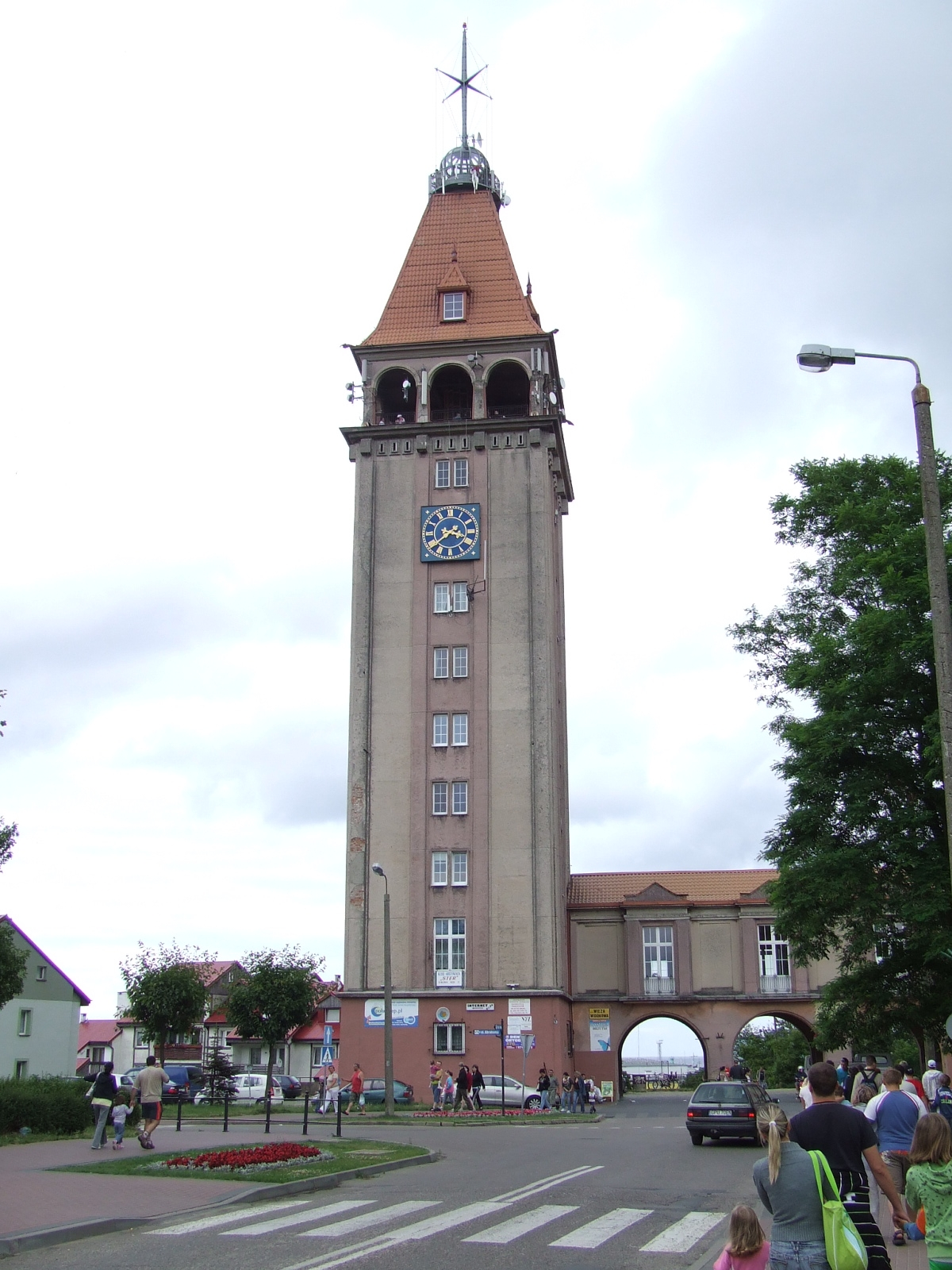
Wieża z arkadowym łącznikiem

W związku z powstałymi w latach 50. XX wieku planami budowy we Władysławowie dużego portu rybackiego i ośrodka przetwórstwa rybnego, z inicjatywy ministra żeglugi Mieczysława Popiela na skarpie nadmorskiej rozpoczęto budowę dużego hotelu dla rybaków i marynarzy. Proces wznoszenia gmachu odbywał się w latach 1953-1956, a do użytku oddano go w czerwcu 1957. Posiadał 150 miejsc hotelowych. Ze względu na osobę inicjatora budowy, obiekt pierwotnie nazywany był "Popielówką", a dominująca nad budowlą wieża (ironicznie nawiązując do znanej budowli w Kruszwicy) „Wieżą Popiela”.
Dom Rybaka przy ul. Generała Hallera 19 jest historycznie drugim domem rybaka we Władysławowie. 
W 1938 r. oddano Dom Rybaka im. gen. Gustawa Orlicz-Dreszera przy ul. Niepodległości 16 - później mieściło się w nim kino "Albatros", obecnie Hotel Titanic.

## Opis gmachu
Jest to obiekt wybudowany zgodnie z założeniami socrealizmu. Składa się z 4-kondygnacyjnego korpusu głównego oraz wysokiej, 8-piętrowej wieży; obie części budowli połączone są arkadowym łącznikiem. W wieży znajdują się dwa tarasy widokowe: jeden na wysokości 45 m n.p.m., drugi na wysokości 63 m n.p.m. Zainstalowana jest w niej winda.
W wieży mieści się prywatne Muzeum Motyli, posiadające ponad 3000 eksponatów.